# كريستي براون

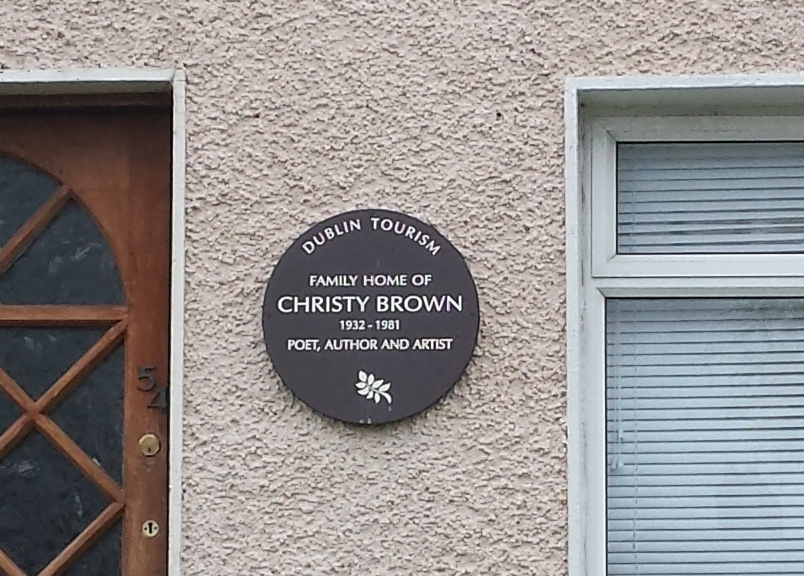

كريستي براون (5 يونيو 1932 - 7 سبتمبر 1981) (بالفرنسية: Christy Brown)‏ هو كاتب وأديب ورسام إيرلندي ولد مصابا بالشلل الدماغي، وبعد مدة اكتشف هذا الطفل الصغير أن جزءاً منه يتحرك وهو “قدمه اليسرى”. ولم يكن يعلم أن هذه القدم ستكون سبب شهرته ونجاحه، واستطاع من خلالها أن يعبر عن مشاعره.
عمله الأكثر شهرة هو سيرته الذاتية بعنوان «قدمي اليسرى» (1954). تم تحويلها لاحقًا إلى فيلم عام 1989 بالاسم نفسه حاز على جائزة أوسكار من بطولة دانيال دي لويس في دور براون.

## روابط خارجية
- كريستي براون على موقع IMDb (الإنجليزية)
- كريستي براون على موقع الموسوعة البريطانية (الإنجليزية)
- كريستي براون على موقع قاعدة بيانات الفيلم (الإنجليزية)